# Townshend (Vermont)
Townshend ist eine Town im Windham County des Bundesstaates Vermont in den Vereinigten Staaten mit 1.291 Einwohnern (laut Volkszählung von 2020).

## Geografie

### Geografische Lage
Townshend liegt zentral im Windham County. Der West River durchfließt das Gebiet der Town im Südosten. Die State Route 30 folgt seinem Verlauf und führt von Jamaica nach Newfane. Abzweigend in Höhe des Villages Townshend führt die State Route 35 nordwärts nach Athens. Im Südosten der Town befindet sich der Townshend State Park. Die höchste Erhebung ist der 605 m hohe Acton Hill im Norden, und der 462 m hohe Rattlesnake Mountain befindet sich zentral auf dem Gebiet der Town. Die Bahnstrecke Brattleboro–South Londonderry führt durch Townshend.

### Nachbargemeinden
Alle Entfernungen sind als Luftlinien zwischen den offiziellen Koordinaten der Orte aus der Volkszählung 2010 angegeben.
- Norden: Grafton, 8,2 km
- Nordosten: Athens, 9,4 km
- Südosten: Brookline, 8,0 km
- Süden: Newfand, 4,1 km
- Südwesten: Wardsboro, 14,7 km
- Westen: Jamaica, 15,4 km
- Nordwesten: Windham, 4,0 km

### Klima
Die mittlere Durchschnittstemperatur in Townshend liegt zwischen −8 °C (16 °Fahrenheit) im Januar und 18,3 °C (65 °Fahrenheit) im Juli. Die Schneefälle zwischen Oktober und Mai liegen mit bis zu knapp einem halben Meter (17 Inch) etwa doppelt so hoch wie die mittlere Schneehöhe in den USA. Die tägliche Sonnenscheindauer liegt am unteren Rand des Wertespektrums der USA.

## Geschichte
Townshend wurde am 20. Juni 1753 durch Benning Wentworth im Rahmen der New Hampshire Grants gegründet. Wentworth benannte die Town nach Charles Townshend. Charles Townshend war als Schatzkanzler für die Steuergesetzgebung zuständig und seine Steuergesetze für Amerika die Townshend Acts waren Auslöser der Boston Tea Party und letztlich des Amerikanischen Unabhängigkeitskriegs. Da der erste Aufruf zur Besiedlung nur wenig Resonanz hatte, wurde im Jahr 1762 das Gebiet erneut, diesmal erfolgreich, zur Besiedlung aufgerufen.
Als eine der ältesten Schulen in Vermont wurde im Jahr 1833 das Leland and Gray Seminary, damals noch Leland Classical and English School, in Townshend gegründet. Im Jahr 1840 wurde das Gebiet von Acton zum Gebiet der Town von Townshend zugeschlagen.
Bei einer Flut im Jahr 1869 wurde das Gebiet von Harmonyville zerstört und im Jahr 1894 zerstörte ein Feuer einen Teil des Townshend Villages und im Jahr 1918 wurde das Townshend Village durch ein zweites Feuer erneut zerstört. Auch die Fluten der Hurrikans von 1927 und 1938 richteten in Townshend große Schäden an. Um Townshend vor weiteren Flutschäden zu bewahren, wird in den Jahren 1959 bis 1961 der Townshend Dam durch das US Army Corps of Engineers for flood-control gebaut. Dieser wurde bisher nur einmal, im Jahr 1978 überspült.

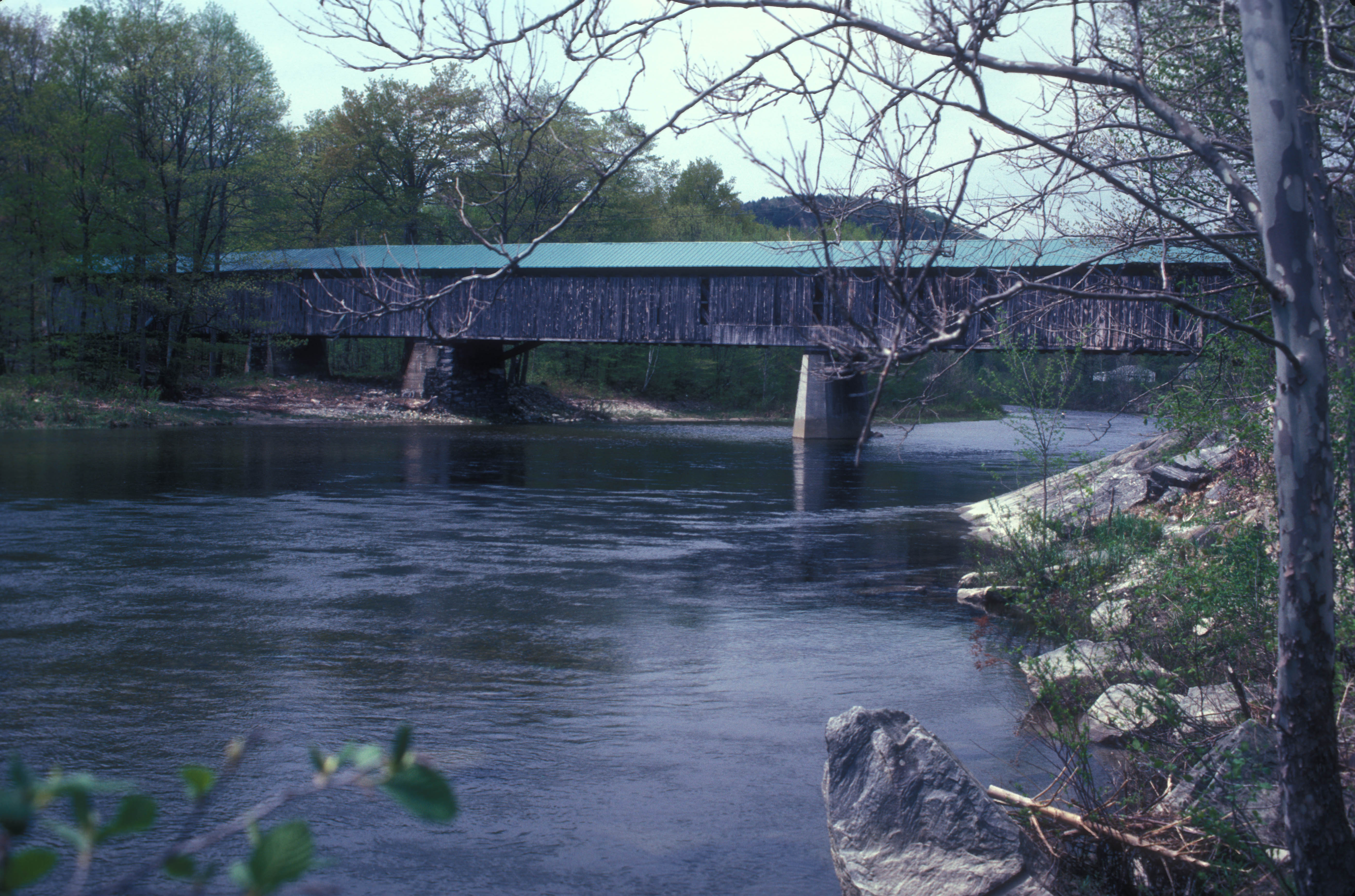
Scott Covered Bridge

Zu den wenigen historischen Bauwerken, die Feuer und Überflutungen überstanden haben, gehört die Scott Covered Bridge, die längste, überdachte Brücke in Vermont.

### Religionen
Knapp 69 % der Bewohner von Townshend gehören keiner religiösen Gemeinschaft an, etwa 20 % sind katholisch und etwa 10 % sind Protestanten.

### Einwohnerentwicklung
| Volkszählungsergebnisse – Town of Townshend, Vermont | Volkszählungsergebnisse – Town of Townshend, Vermont | Volkszählungsergebnisse – Town of Townshend, Vermont | Volkszählungsergebnisse – Town of Townshend, Vermont | Volkszählungsergebnisse – Town of Townshend, Vermont | Volkszählungsergebnisse – Town of Townshend, Vermont | Volkszählungsergebnisse – Town of Townshend, Vermont | Volkszählungsergebnisse – Town of Townshend, Vermont | Volkszählungsergebnisse – Town of Townshend, Vermont | Volkszählungsergebnisse – Town of Townshend, Vermont | Volkszählungsergebnisse – Town of Townshend, Vermont |
| Jahr                                                 | 1800                                                 | 1810                                                 | 1820                                                 | 1830                                                 | 1840                                                 | 1850                                                 | 1860                                                 | 1870                                                 | 1880                                                 | 1890                                                 |
| ---------------------------------------------------- | ---------------------------------------------------- | ---------------------------------------------------- | ---------------------------------------------------- | ---------------------------------------------------- | ---------------------------------------------------- | ---------------------------------------------------- | ---------------------------------------------------- | ---------------------------------------------------- | ---------------------------------------------------- | ---------------------------------------------------- |
| Einwohner                                            | 1.083                                                | 1.115                                                | 1.406                                                | 1.386                                                | 1.345                                                | 1.354                                                | 1.376                                                | 1.171                                                | 1.099                                                | 865                                                  |
| Jahr                                                 | 1900                                                 | 1910                                                 | 1920                                                 | 1930                                                 | 1940                                                 | 1950                                                 | 1960                                                 | 1970                                                 | 1980                                                 | 1990                                                 |
| Einwohner                                            | 833                                                  | 817                                                  | 786                                                  | 633                                                  | 694                                                  | 584                                                  | 643                                                  | 668                                                  | 859                                                  | 1.019                                                |
| Jahr                                                 | 2000                                                 | 2010                                                 | 2020                                                 | 2030                                                 | 2040                                                 | 2050                                                 | 2060                                                 | 2070                                                 | 2080                                                 | 2090                                                 |
| Einwohner                                            | 1.149                                                | 1.232                                                | 1.291                                                |                                                      |                                                      |                                                      |                                                      |                                                      |                                                      |                                                      |

## Kultur und Sehenswürdigkeiten

### Parks

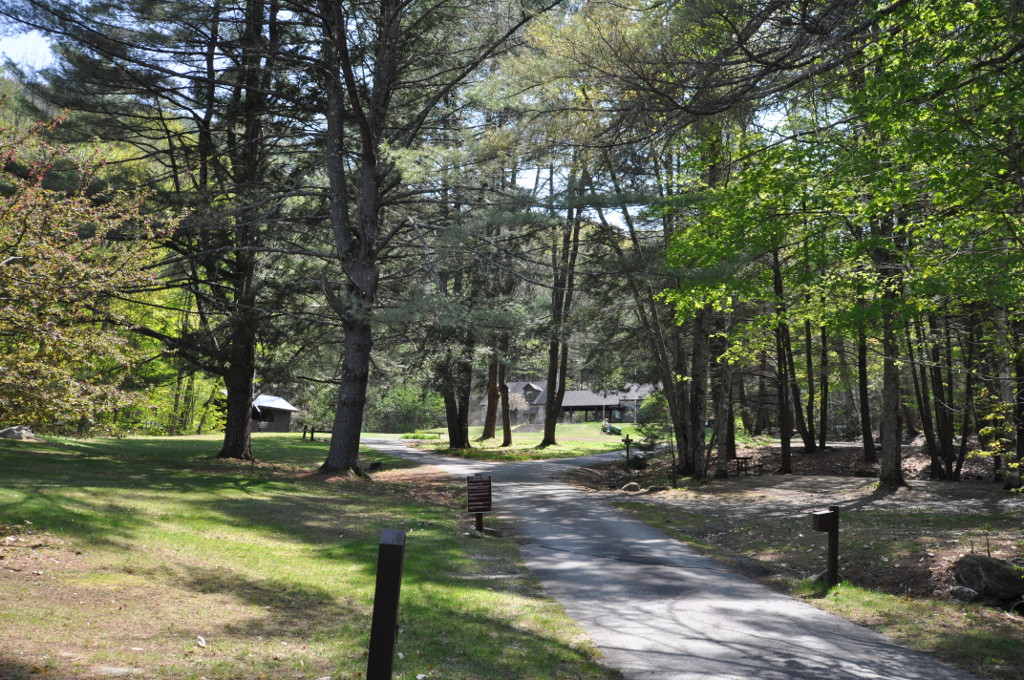
Townshend State Park

Der Townshend State Park befindet sich südlich des West Rivers. Der Park wurde in der Zeit der Great Depression durch Mitglieder des Civilian Conservation Corps angelegt. Das Gelände wurde bereits zuvor, im Jahr 1912 als  Townshend State Forrest geschützt und mit einem kleinen Camping Platz genutzt. Ein Feuerturm wurde im Jahr 1924 gebaut und im Jahr 1949 wurde er an einen anderen Standort verlegt. Das Gebiet wurde in den Anfängen der Town als Agrarland genutzt und gerodet. Heute sind noch einige Steinwälle und Wege aus der Zeit übrig geblieben. Es gibt Plätze für ein Picknick und Wanderwege durchziehen den Park. Im Townshend State Park befinden sich die letzten, durch den CCC angelegten Plattformen für Zelte.

### Öffentliche Einrichtungen
Das Grace Cottage Hospital in Townshend ist das Krankenhaus für die Region. Es wurde im Jahr 1949 gegründet.

### Bildung
In Townshend befindet sich die Townshend Elementary School mit Klassen von Pre-Kindergarten bis zur 6. Klasse. Das historische Schulgebäude ist das älteste, kontinuierlich als Schule genutzte Gebäude in Vermont.
Townshend gehört zur Windham Central Supervisory Union. Schülerinnen und Schüler der Klassen 7 bis 12 besuchen die Leland and Gray Union Middle and High School. Gegründet im Jahr 1833 als Leland Classical and English School und benannt nach Aaron Leland ist es eine der ältesten Schulen in Vermont. Später, nach finanzieller Unterstützung durch Samuel Gray wurde es im Jahr 1860 in Leland and Gray Seminary umbenannt. Im Jahr 1970 wurde es in die heutige Sekundarschule umgewandelt.
Schülerinnen und Schülern der Klassen 11 und 12 steht auch das Windham Regional Career Center in Brattleboro zur Verfügung.
Eine öffentliche Bücherei, die Townshend Public Library wurde im Jahr 1899 gegründet. Erste Bücher wurden in Räumen des Schulhauses angeboten. Im Jahr 1909 zog die Bücherei ins Leland and Gray Seminary um. Nach 1915 wurden die Bücher wieder in der Elementary School und in der Town Hall gelagert und im Jahr 1968 bekam die Bücherei ein eigenes Gebäude am heutigen Standort.

## Persönlichkeiten

### Söhne und Töchter der Stadt
- Clarina I. H. Nichols (1810–1885), Journalistin und Frauenrechtlerin
- Alphonso Taft (1810–1891), Politiker, Großvater des Präsidenten William Howard Taft
- Ambrose Ranney (1821–1899), Politiker

### Persönlichkeiten, die vor Ort gewirkt haben
- Attila Zoller (1927–1998), Jazzmusiker
- David Shapiro (1952–2011), Jazzmusiker